# 韋際明
韋際明（16世紀—17世紀），字聖俞，號彭野，泉州府晉江縣人，明朝、南明政治人物。

## 生平
韋際明是天啟元年（1621年）的鄉試副榜，獲授欽州判官，為政有聲譽；州內有積欠數千斤鹽餉，巡按以為盈餘而追收，他不忍心用舊債逼迫人民抗章疏辯，因此遭罷官歸鄉。繼任判官林有本佩服他的剛直，與知府代補一半，巡按御史得知後感到悔恨，還他清白。之後他升任廣西布政理問，不久棄官回鄉；卸職前遇上唐顯悅，得在幕府任職，代撰詩文，和調任過來的林有本合作處理文書，閒時博覽群書，寫下不少作品。
隆武帝繼位，韋際明擔任中書舍人，改任戶部湖廣司主事、員外郎，因病告歸，有《駢語燕游詩集》、《粵吟洞游記》等書流傳。

## 引用
1. 1 2  錢海岳《南明史·卷四十三·列傳第十九》：韋際明，字聖俞，閩縣人。天啟元年舉於鄉。授欽州判官。州積逋鹽餉數千，巡按以為羨餘，疏劾追解，際明不忍以宿負病民，忤歸。
2. ↑  乾隆《泉州府志·卷五十四·文苑》：韋際明，字聖俞，號彭野；晉江人。天啟辛酉副榜，授欽州判。期年，政成譽起；上官有大政，必批議，皆報可。性剛侃，不能趨承，御史台竟以積逋鹽餉數千指為羨餘，疏劾追解；際明不忍以宿負殘民，抗章辨豁，益違御史意。掛冠，橐如洗，怡然自得。繼之者為林有本，服其不染無慍，與道府協力代補宿逋之半；御史亦心悔，事得白。
3. ↑  乾隆《泉州府志·卷五十四·文苑》：陞粵省布政司理問，竟棄歸。方際明交盤候覆時，適興化唐公梅臣蒞廉道；久慕其名，延之幕中。求詩文者輻輳，皆出際明手。會唐轉秦中；林有本令東莞，延至署，代撰應酬駢語、緊密箋牘；與夫重情之獄，不假書吏，咸經其手。暇則博覽群書，著述日富。
4. ↑  錢海岳《南明史·卷四十三·列傳第十九》：起廣西布政理問，遷中書舍人，歷（戶部）湖廣司主事【、】員外郎。
5. ↑  乾隆《泉州府志·卷五十四·文苑》：甲申後，杜門不出。唐王時，起中書科中書舍人，轉戶部主事；以病告歸。
6. ↑  道光《晉江縣志·卷五十四·人物志 儒林》：韋際明，字聖俞。……著有《駢語燕游詩集》、《粵吟洞游記》等書。